# Artem Petrov
Pas d'image ? Cliquez ici
Artem Petrov, né le 14 janvier 2000 à Saint-Pétersbourg, est un pilote automobile russe.

## Carrière

### Résultats en monoplace
| Saison | Championnat                               | Écurie                           | Courses | Victoires | Pole positions | Meilleurs tours | Podiums | Points | Classement |
| ------ | ----------------------------------------- | -------------------------------- | ------- | --------- | -------------- | --------------- | ------- | ------ | ---------- |
| 2016   | Championnat d'Italie de Formule 4         | DR Formula                       | 21      | 0         | 0              | 1               | 2       | 0†     | N.C        |
| 2016   | Championnat d'Europe du Nord de Formule 4 | pas d'écurie                     | 13      | 0         | 0              | 0               | 0       | 14     | 15e        |
| 2017   | Championnat d'Italie de Formule 4         | DR Formula                       | 21      | 2         | 1              | 6               | 9       | 192    | 5e         |
| 2017   | Championnat d'Allemagne de Formule 4      | DR Formula Van Amersfoort Racing | 10      | 1         | 0              | 0               | 2       | 56     | 15e        |
| 2018   | Championnat d'Europe de Formule 3         | Van Amersfoort Racing            | 30      | 0         | 0              | 0               | 0       | 7      | 20e        |
| 2019   | Toyota Racing Series                      | M2 Competition                   | 13      | 1         | 0              | 1               | 3       | 181    | 9e         |
| 2019   | Indy Pro 2000 Championship                | RP Motorsport                    | 5       | 0         | 0              | 0               | 0       | 72     | 15e        |
| 2019   | Euroformula Open                          | RP Motorsport                    | 2       | 0         | 0              | 0               | 0       | 0      | 28e        |
| 2019   | Formule 3                                 | Jenzer Motorsport                | 2       | 0         | 0              | 0               | 0       | 0      | 31e        |
| 2020   | Indy Pro 2000 Championship                | Juncos Racing                    | 17      | 2         | 1              | 0               | 7       | 326    | 4e         |
| 2021   | Indy Pro 2000 Championship                | Exclusive Autosport              | 18      | 2         | 0              | 0               | 9       | 374    | 4e         |

† Petrov étant un pilote invité, il était inéligible pour marquer des points.